# Dorogaja Jelena Sergejevna
Dorogaja Jelena Sergejevna (russisk: Дорогая Елена Сергеевна) er en sovjetisk spillefilm fra 1988 af Eldar Rjasanov.

## Medvirkende
- Marina Nejolova - Jelena Sergejevna
- Natalia Sjjukina - Ljalja
- Dmitrij Marjanov - Pasja
- Fjodor Dunaevskij - Vitjok
- Andrej Tikhomirnov - Volodja